# 反田葉月
反田 葉月（たんだ はづき、2001年2月28日 - ）は、日本の女性タレント、女優、声優、女性アイドルグループ・Root mimiのメンバーであり、PALETおよびなんきんペッパーの元メンバー。広島県出身。プラチナムピクセル所属。

## 来歴

### アクターズスクール時代
小学4年の時、母親がカラオケで歌ったBoAの『Sweet Impact』を聴いて「ダンスをやってみたい」と言ったところ、知り合いの薦めでアクターズスクール広島（以下、アクターズと略す）に23期生として入所する。後にオスカープロモーションに所属する花岡なつみや、後に吉本坂46のメンバーとなる藤井菜央は同期に当たる。
アクターズ入所時はAクラスで専属講師のCHRIS（女性）からダンスの基礎を学び、Cクラス異動時は選抜ユニット「MAX♡GIRLS」（マックスガールズ）に参加。テレビ新広島の情報番組『ひろしま満点ママ!!』では、「れれモン隊」の一員として番組キャラクターの“れれモン”と共にパフォーマンスを行い、2014年のひろしまフラワーフェスティバルにも出演した。

### プラチナム所属後
2015年10月、アクターズの先輩（21期生）だった米田みいなと共に東京に行った際、訪れた原宿でプラチナムプロダクションに2回もスカウトされる。母との相談の末「こっちに行った方がオーディションを受けやすい」と判断し、高校入学と共に上京し、プラチナムと契約を結んだ。
2017年1月17日、前年12月24日をもって卒業した井草里桜菜の穴を埋める形で、アイドルグループ「palet」に羽原由佳、さいとうゆりなと共に加入した。paletは同年6月にユニット名義を「PALET」に変更しベスト・アルバムを発売も、僅か半年後の12月28日をもって解散した。
2018年4月、PALETで共働した羽原由佳や、同年3月に解散したぷちぱすぽ☆のメンバーだった山本優菜、八木ひなたと共に「なんきんペッパー」を結成。“アイドル×YouTuber”＝“iTuber”として活動し、翌2019年にはオリジナル曲『超燦然』を発表も、12月29日をもって解散。その後は単独で女優としても活動し、弾き語りでの出演もしていた。
2020年4月26日、『D4DJ』の桜田美夢役（所属ユニットはLyrical Lily）を演じることが発表された。
2024年2月14日、ソロデビュー曲『ストロボ』を発表した。
2024年8月、TC・キャンドラー発表の2024年版「世界で最も美しい顔100人」のひとりに選出。
2025年4月にアイドルグループ「Root mimi」に結成メンバーとして参加することが発表され、翌5月31日に開催されたデビューライブで活動開始。

## 人物・逸話
- キャッチコピーは「パンダじゃないよ? “たんだ”だよ!」[動画 4]。
- PALETでの担当カラーはオレンジ[8]。加入前は木元みずき（2015年6月卒業）がオレンジを担当していた[13]。こちらでは当時、最年少で、最初で最後の21世紀生まれだった。
- 先述の米田みいなとは今でも仲が良く、「家族みたいな関係」とのこと[6]。
- 9nineの村田寛奈とは2019年になんきんペッパーとして台湾遠征した際に意気投合し[14]、後述のGirls Acourstic Live Stage[15]で共演した他、村田のYouTubeチャンネル「#ひろろいろ」では、back numberの『クリスマスソング』を歌唱・演奏している。
- 「D4DJ」には「格好いい」「こんな世界があるんだ」と感じられたことがきっかけでオーディションを受けたという。

## 使用楽器
- メインギターはマーティンロードシリーズのサペリボディ・ドレッドノートシェイプのアコースティック・ギター(同型機の現在の型番はD-10E-01)。
- そのほか、エピフォンのレスポール・スペシャル(シングルカット、オープンハムバッカー、ナチュラル)、レスポール・カスタム(白)、SILENT SIRENのすぅから預かっているフェンダーアメリカン・デラックステレキャスター(N3ピックアップ、チェリーサンバースト、ローズウッド指板)、シェクターのエレクトリック・ギターなどを所有している。

## 出演

### テレビドラマ
- 初めて恋をした日に読む話 第2話（2019年1月22日、TBS）- 女子高生 役[16]
- ねぇ先生、知らないの?（2019年12月6日 - 2020年1月17日、毎日放送）- 真琴 役[17]
- 知らなくていいコト 第9話（2020年3月4日、日本テレビ）- 新谷マリア 役[18]

### テレビアニメ
2021年
- ぷっちみく♪ D4DJ Petit Mix（桜田美夢）
- ぼくたちのリメイク（橋場美世子）

2022年
- カードファイト!! ヴァンガード will+Dress（2022年 - 2023年、鹿足ヒマリ） - 2シリーズ
- D4DJ（2022年 - 2023年、桜田美夢） - 特別編+1シリーズ

2023年
- BanG Dream! シリーズ（2023年 - 2025年、純田まな） - 2シリーズ

### WEBアニメ
- Webアニメ『D4DJ』シリーズ（2023年 - 、桜田美夢）

### バラエティ番組
- Rの法則（2017年9月 - 2018年4月、NHK Eテレ）- 第9期・R'sナンバー：000132

### 舞台
- 劇団0話『あなたのばん』（2019年8月30日 - 9月1日、シアター代官山）[23]
- 舞台 Lyrical Lily「千リ！の道も一歩から」（2022年6月28日 - 7月3日、飛行船シアター） - 桜田美夢 役[24]
  - 舞台 D4DJ「有栖川学院文化祭 LIVE STAGE」（2023年4月30日 - 5月7日、飛行船シアター）[25]
- 魔法歌劇 アルマギア〜Episode.0〜（2023年11月2日 - 5日、シアター1010） - ラミノーズ 役
- 降臨SOUL（2023年11月23日 - 12月3日、中目黒キンケロ・シアター） - 主演：緒河桃歌、森蘭丸 役[26]
  - Girls Live Action「降臨SOUL〜風燐火斬〜」（2024年9月25日 - 29日、六行会ホール）[27]
  - Girls Live Action「降臨SOUL〜是非ニ及バズ〜」（2025年5月21日 - 25日、六行会ホール）[28][29]
- らぶフォー the stage -DIVINE 爆誕！-（2023年12月21日 - 25日、こくみん共済 coop ホール／スペース・ゼロ） - 丘野七音 役[30]
- 舞台「アサルトリリィ・新章」サングリーズル編『花々の黄昏』 / 大島近海ネスト調査隊編『玲瓏たる深潭』（2024年5月17日 - 22日、かめありリリオホール） - 鉄川兎愛 役[31]
  - 舞台「アサルトリリィ・シュツルム」〜サングリーズル編〜（2025年4月25日 - 30日、かめありリリオホール）[32]
- 『LIAR GAME murder mystery』「爆発廃工場 〜犯人の挑戦状〜」/「首切りホテル 〜最後の夜宴〜」（2024年6月12日、飛行船シアター） - 俳優 役 / タクシードライバー 役[33]

### イベント
- Girls Acourstic Live Stage（2019年12月12日、ヤマハホール） - 共演：西脇彩華、村田寛奈、武田舞彩、長久玲奈、原田珠々華[15]
- 「降臨SOUL〜澁谷降臨〜」朗読劇&トウクシヨウ（2025年1月25日、MsmileBOX渋谷）

### ミュージックビデオ
- Non Stop Rabbit「君と最後に選ぶ言葉」（アルバム『自力本願』収録、2019年、Studio Cubic Records）[34]
- SILENT SIREN「HERO」（アルバム『mix10th』収録、2019年、ユニバーサルミュージック）[35]

### ゲーム
- D4DJ Groovy Mix（2020年、桜田美夢[36][37]）

### YouTube
- Non Stop Rabbit「卒業生へ、卒業出来なかった人へ。」（2020年、全部いい合唱。）

### Webラジオ
- 超!A&G+マンスリースペシャル 反田葉月、ラジオはじめたんだ。（2021年11月、超!A&G+）[38]

### その他
- 温泉むすめ（福地珊瑚[39]）
- パチスロ L D4DJ Pachi-Slot Mix（2024年、桜田美夢[40]）

## ディスコグラフィ

### デジタルシングル
|     | 発売日        | タイトル                             |
| --- | ------------- | ------------------------------------ |
| 1st | 2024年2月14日 | ストロボ                             |
| 2nd | 2024年3月20日 | シュガーパウダー                     |
| 3rd | 2024年4月17日 | ミレディー                           |
|     | 2025年3月5日  | 六兆年と一夜物語 covered by 反田葉月 |
|     | 2025年3月19日 | 知りたい covered by 反田葉月         |
| 4th | 2025年3月27日 | BrighterDay                          |

### キャラクターソング
| 発売日   | 商品名                                                      | 歌 | 楽曲 | 備考                                             |
| 2020年   | 2020年                                                      | 2020年 | 2020年 | 2020年                                           |
| -------- | ----------------------------------------------------------- | --- | --- | ------------------------------------------------ |
| 6月24日  | Cosmic CoaSTAR                                              | Lyrical Lily | 「汚れっちまった悲しみの色」 | 『D4DJ』関連曲                                   |
| 12月16日 | 吾輩よ猫であれ                                              | Lyrical Lily | 「吾輩よ猫であれ」 「銀河鉄道の夜に」 | 『D4DJ』関連曲                                   |
| 2021年   |                                                             | | |                                                  |
| 1月20日  | D4DJ Groovy Mix カバートラックス vol.1                      | Lyrical Lily | 「ふ・れ・ん・ど・し・た・い」 「タッチ」 | ゲーム『D4DJ Groovy Mix』関連曲                  |
| 2月24日  | ぐるぐるDJ TURN!!                                           | D4DJ ALL STARS | 「LOVE!HUG!GROOVY!!」 | ゲーム『D4DJ Groovy Mix』主題歌                  |
| 7月21日  | D4DJ Groovy Mix カバートラックス vol.2                      | Lyrical Lily | 「創傷イノセンス」 「Shiny Smily Story」 | ゲーム『D4DJ Groovy Mix』関連曲                  |
| 8月18日  | プティプランス                                              | Lyrical Lily | 「プティプランス」 「Magiの贈り物」 | 『D4DJ』関連曲                                   |
| 8月28日  | なんてカラフルな世界！[D4DJ Remix]                          | D4DJ ALL STARS | 「なんてカラフルな世界！[D4DJ Remix]」 | ゲーム『D4DJ Groovy Mix』関連曲                  |
| 11月24日 | 冒険王！                                                    | Lyrical Lily | 「冒険王！」 「ねむり姫」 | 『D4DJ』関連曲                                   |
| 11月24日 | D4DJ 6ユニット3rd Single連動購入特典CD                      | Happy Around! with KYOKO（愛美）、SAKI（紡木吏佐）、RIKA（平嶋夏海）、TSUBAKI（加藤里保菜）、MIYU（反田葉月）                    | 「ぷっちみくパーチナィ！」 | テレビアニメ『ぷっちみく♪ D4DJ Petit Mix』主題歌 |
| 11月24日 | D4DJ 6ユニット3rd Single連動購入特典CD                      | D4DJ ALL STARS | 「ぷっちみくパーチナィ！」 | 『D4DJ』関連曲                                   |
| 11月24日 | D4DJ 6ユニット3rd Single連動購入特典CD C ver.               | Lyrical Lily | 「ぷっちみくパーチナィ！」 | 『D4DJ』関連曲                                   |
| 2022年   |                                                             | | |                                                  |
| 1月26日  | D4DJ Groovy Mix カバートラックス vol.3                      | Lyrical Lily | 「赤いスイートピー」 「男の勲章」 | ゲーム『D4DJ Groovy Mix』関連曲                  |
| 4月27日  | D4DJ Groovy Mix カバートラックス vol.4                      | Lyrical Lily | 「太陽のflare sherbet」 「サクラサク」 | ゲーム『D4DJ Groovy Mix』関連曲                  |
| 6月29日  | Lyrical Anthology A ver.                                    | Lyrical Lily | 「月に萌える」 「ライム畑でつかまえて」 「Journey to the West」 「Happy Prince」 「夢十Yah!」 「人間合格!!!!」 「銀河鉄道の夜に (Lyrical Anthology Remix)」 | 『D4DJ』関連曲                                   |
| 6月29日  | Lyrical Anthology B ver.                                    | Lyrical Lily | 「ねむり姫 (Lyrical Anthology Remix)」 | 『D4DJ』関連曲                                   |
| 7月20日  | D4DJ Groovy Mix カバートラックス vol.5                      | Lyrical Lily | 「ギミー!レボリューション」 「1st Priority」 | ゲーム『D4DJ Groovy Mix』関連曲                  |
| 10月26日 | D4DJ Groovy Mix カバートラックス vol.6                      | Lyrical Lily | 「Agapё」 「ぼなぺてぃーと♡S」 | ゲーム『D4DJ Groovy Mix』関連曲                  |
| 2023年   |                                                             | | |                                                  |
| 1月25日  | D4DJ Groovy Mix カバートラックス vol.7                      | Lyrical Lily | 「アンダーカバー (TeddyLoid Remix)」 「ラブ・ストーリーは突然に」                                                                                           | ゲーム『D4DJ Groovy Mix』関連曲                  |
| 2月15日  | Maihime                                                     | Lyrical Lily | 「Maihime」 | テレビアニメ『D4DJ All Mix』オープニングテーマ   |
| 2月15日  | Maihime                                                     | Lyrical Lily | 「春とショコラ」 | テレビアニメ『D4DJ All Mix』挿入歌               |
| 3月15日  | Around and Around                                           | 愛本りんく（西尾夕香）、山手響子（愛美）、出雲咲姫（紡木吏佐）、瀬戸リカ（平嶋夏海）、青柳椿（加藤里保菜）、桜田美夢（反田葉月） | 「Around and Around」 | テレビアニメ『D4DJ All Mix』エンディングテーマ   |
| 6月14日  | サーカスへようこそ                                          | Lyrical Lily | 「サーカスへようこそ」 「White Margaret」 | 『D4DJ』関連曲                                   |
| 6月30日  | Here, the world!                                            | sumimi | 「Here, the world!」 | テレビアニメ『BanG Dream! It's MyGO!!!!!』挿入歌 |
| 7月12日  | D4DJ Groovy Mix カバートラックス vol.8                      | Lyrical Lily | 「にゃんだーわんだーデイズ」 「撲殺天使ドクロちゃん」 | ゲーム『D4DJ Groovy Mix』関連曲                  |
| 10月4日  | Hello World                                                 | Lyrical Lily | 「Snow Black」 「IFの踊子」 「人間合格!!!!（Hello World Remix）」 「冒険王！（ビッグでバンなアラウンド！ Remix）」                                          | 『D4DJ』関連曲                                   |
| 12月20日 | D4DJ EXCLUSIVE TRACKS                                       | Photon Maiden×Lyrical Lily | 「妙なる星と」 | テレビアニメ『D4DJ All Mix』挿入歌               |
| 12月20日 | D4DJ EXCLUSIVE TRACKS                                       | 愛本りんく（西尾夕香）、山手響子（愛美）、出雲咲姫（紡木吏佐）、瀬戸リカ（平嶋夏海）、青柳椿（加藤里保菜）、桜田美夢（反田葉月） | 「Delightful Party」 | テレビアニメ『D4DJ All Mix』挿入歌               |
| 12月20日 | D4DJ EXCLUSIVE TRACKS                                       | D4DJ ALL STARS | 「LOVE!HUG!GROOVY!! +nova」 | ゲーム『D4DJ Groovy Mix』関連曲                  |
| 12月20日 | D4DJ EXCLUSIVE TRACKS                                       | Lyrical Lily | 「汚れっちまった悲しみの色（t+pazolite Remix）」 | ゲーム『D4DJ Groovy Mix』関連曲                  |
| 2024年   |                                                             | | |                                                  |
| 1月10日  | 真夏の朝の夢                                                | Lyrical Lily | 「真夏の朝の夢」 「わんわんとチョコレイト工場」 | ゲーム『D4DJ Groovy Mix』関連曲                  |
| 4月24日  | D4DJ Groovy Mix カバートラックス vol.9                      | Lyrical Lily | 「ユニバーページ」 「adrenaline!!!」 | ゲーム『D4DJ Groovy Mix』関連曲                  |
| 5月22日  | D4DJ XROSS∞BEAT                                             | Happy Around!×Lyrical Lily | 「世界の夜明けと半熟ワンダーランド」 | ゲーム『D4DJ Groovy Mix』関連曲                  |
| 5月22日  | D4DJ XROSS∞BEAT                                             | Merm4id×Lyrical Lily | 「メタモルフォーゼ」 | ゲーム『D4DJ Groovy Mix』関連曲                  |
| 2025年   |                                                             | | |                                                  |
| 1月22日  | Lyrical Recollection                                        | Lyrical Lily | 「夏休み」 「いたずら白書」 「注文の多い文化祭」 「千リ一リ物語」                                                                                           | 『D4DJ』関連曲                                   |
| 3月5日   | SUPERSTAR                                                   | Happy Around!・Peaky P-key・Photon Maiden・Merm4id・燐舞曲・Lyrical Lily・UniChØrd                                               | 「SUPERSTAR」 | ゲーム『D4DJ Groovy Mix』関連曲                  |
| 3月5日   | D4DJ Groovy Mix カバートラックス Extra Edition Lyrical Lily | Lyrical Lily | 「ギャラクシー☆ばばんがBang!」 「私、アイドル宣言」 | ゲーム『D4DJ Groovy Mix』関連曲                  |
| 3月5日   | D4DJ Groovy Mix カバートラックス Extra Edition Lyrical Lily | 桜田美夢（反田葉月） | 「プラスティック・ラブ」 | ゲーム『D4DJ Groovy Mix』関連曲                  |

### 参加作品
| 発売日        | タイトル                           | 参加曲              | 備考                                                                                   |
| ------------- | ---------------------------------- | ------------------- | -------------------------------------------------------------------------------------- |
| 2024年6月26日 | まなこ×反田葉月『しぇけなべいべ!』 | 「しぇけなべいべ!」 | 『～初のTOURじゃけん来てみんさい!～反田葉月 2MAN TOUR2024 withまなこ』関連コラボ楽曲。 |

### ユニットメンバー
1. 1 2 3 4 5 6 7 8 9 10 11 12 13 14 15 16 17  桜田美夢（反田葉月）、春日春奈（進藤あまね）、白鳥胡桃（深川瑠華）、竹下みいこ（渡瀬結月）
2. 1 2 3  愛本りんく（西尾夕香）、明石真秀（各務華梨）、大鳴門むに（三村遙佳）、渡月麗（志崎樺音）、山手響子（愛美）、犬寄しのぶ（高木美佑）、笹子・ジェニファー・由香（小泉萌香）、清水絵空（倉知玲鳳）、出雲咲姫（紡木吏佐）、新島衣舞紀（前島亜美）、花巻乙和（岩田陽葵）、福島ノア（佐藤日向）、瀬戸リカ（平嶋夏海）、水島茉莉花（岡田夢以）、日高さおり（葉月ひまり）、松山ダリア（根岸愛）、青柳椿（加藤里保菜）、月見山渚（大塚紗英）、矢野緋彩（もものはるな）、三宅葵依（つんこ）、桜田美夢（反田葉月）、春日春奈（進藤あまね）、白鳥胡桃（深川瑠華）、竹下みいこ（渡瀬結月）
3. ↑  愛本りんく（西尾夕香）、明石真秀（各務華梨）、大鳴門むに（三村遙佳）、渡月麗（志崎樺音）
4. ↑  初華（佐々木李子）、まな（反田葉月）
5. 1 2  出雲咲姫（紡木吏佐）、新島衣舞紀（七木奏音）、花巻乙和（岩田陽葵）、福島ノア（佐藤日向）
6. ↑  愛本りんく（西尾夕香）、明石真秀（各務華梨）、大鳴門むに（三村遙佳）、渡月麗（入江麻衣子）、山手響子（愛美）、犬寄しのぶ（高木美佑）、笹子・ジェニファー・由香（小泉萌香）、清水絵空（倉知玲鳳）、出雲咲姫（紡木吏佐）、新島衣舞紀（七木奏音）、花巻乙和（岩田陽葵）、福島ノア（佐藤日向）、瀬戸リカ（平嶋夏海）、水島茉莉花（岡田夢以）、日高さおり（葉月ひまり）、松山ダリア（根岸愛）、青柳椿（加藤里保菜）、月見山渚（大塚紗英）、矢野緋彩（もものはるな）、三宅葵依（つんこ）、桜田美夢（反田葉月）、春日春奈（進藤あまね）、白鳥胡桃（深川瑠華）、竹下みいこ（渡瀬結月）、海原ミチル（小岩井ことり）、一星ルミナ（高橋花林）、四ノ宮心愛（由良朱合）、天堂はやて（天麻ゆうき）、ネオ（May'n）、ソフィア（相坂優歌）、エルシィ（鷲見友美ジェナ）、ヴェロニカ（山田美鈴）
7. 1 2  愛本りんく（西尾夕香）、明石真秀（各務華梨）、大鳴門むに（三村遙佳）、渡月麗（入江麻衣子）
8. 1 2  瀬戸リカ（平嶋夏海）、水島茉莉花（岡田夢以）、日高さおり（葉月ひまり）、松山ダリア（根岸愛）
9. ↑  山手響子（愛美）、犬寄しのぶ（高木美佑）、笹子・ジェニファー・由香（小泉萌香）、清水絵空（倉知玲鳳）
10. ↑  青柳椿（加藤里保菜）、月見山渚（大塚紗英）、矢野緋彩（もものはるな）、三宅葵依（つんこ）
11. ↑  海原ミチル（小岩井ことり）、一星ルミナ（高橋花林）、四ノ宮心愛（由良朱合）、天堂はやて（天麻ゆうき）

### シリーズ一覧
1. ↑  Season1（2022年）、Season3（2023年）
2. ↑  特別編『Double Mix』（2022年）、第2期『All Mix』（2023年）
3. ↑  『It's MyGO!!!!!』（2023年）、『Ave Mujica』（2025年）